# Жабицы
Жабицы — деревня в Новгородском муниципальном районе Новгородской области, входит в состав Савинского сельского поселения.
Деревня расположена на правобережье реки Мста, в 13 км к северо-востоку от деревни Новоселицы. Неподалёку, к югу от Жабиц, расположена деревня Бараниха, к востоку, в 2 км — деревня Любитово, а на противоположном — левом берегу Мсты деревни: Чурилово и Полосы.
| 2010 |
| ---- |
| 12   |

## История
После упразднения Новгородской губернии деревня относилась к Бараниховскому сельсовету.
До весны 2014 года деревня входила в состав ныне упразднённого Новоселицкого сельского поселения.

## Транспорт
В деревню есть автомобильная дорога. Есть прямое беспересадочное автобусное сообщение (маршрут № 127) с областным центром — Великим Новгородом.

## Улицы
- Никольская
- Песчаный (переулок)